# Vivitar Ultra Wide&Slim
Vivitar Ultra Wide&Slim（ヴィヴィター・ウルトラワイド&スリム）はトイカメラのひとつ。
重さは75グラム(フィルム込みで100グラム)ほどで、レンズ、ボディ共にプラスティック製。画角は22mm。
LOMO LC-Aのようなトンネル効果（周辺光量落ち）がよく見られる。
現在2種類のVivitar Ultra Wide&Slimが存在し、外観が異なるだけである。

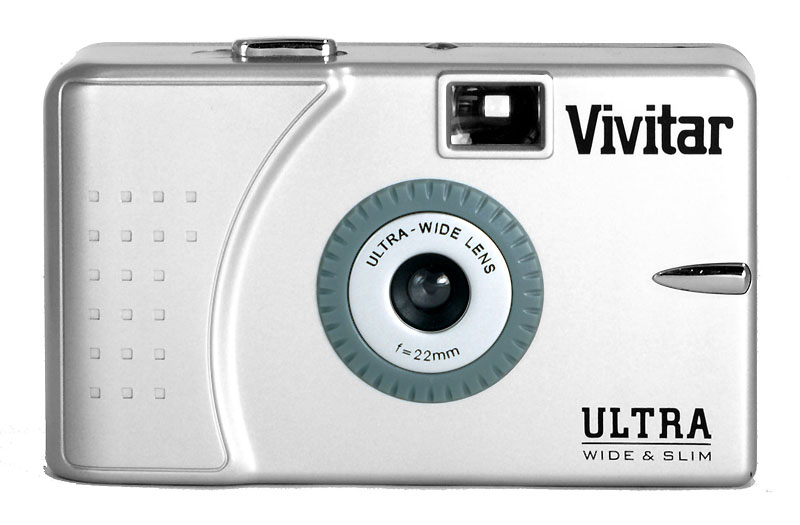
Vivitar Ultra Wide&Slim (Silver Grip)

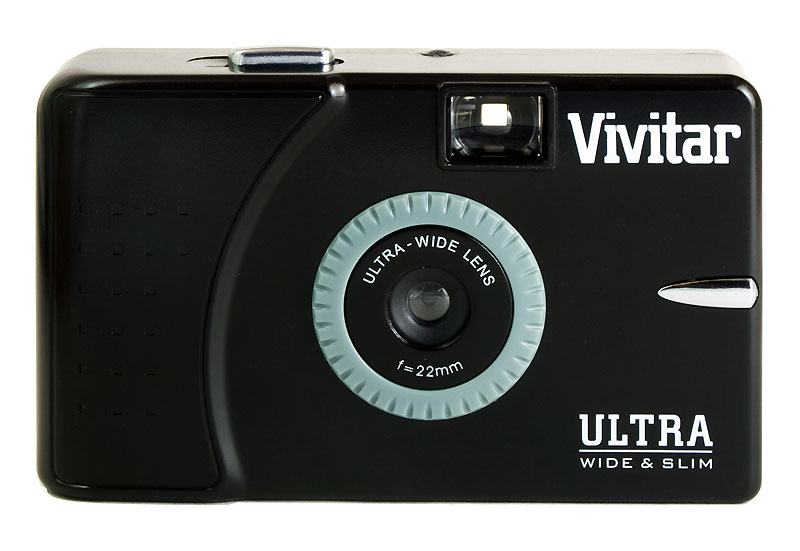
Vivitar Ultra Wide&Slim (Black Body)

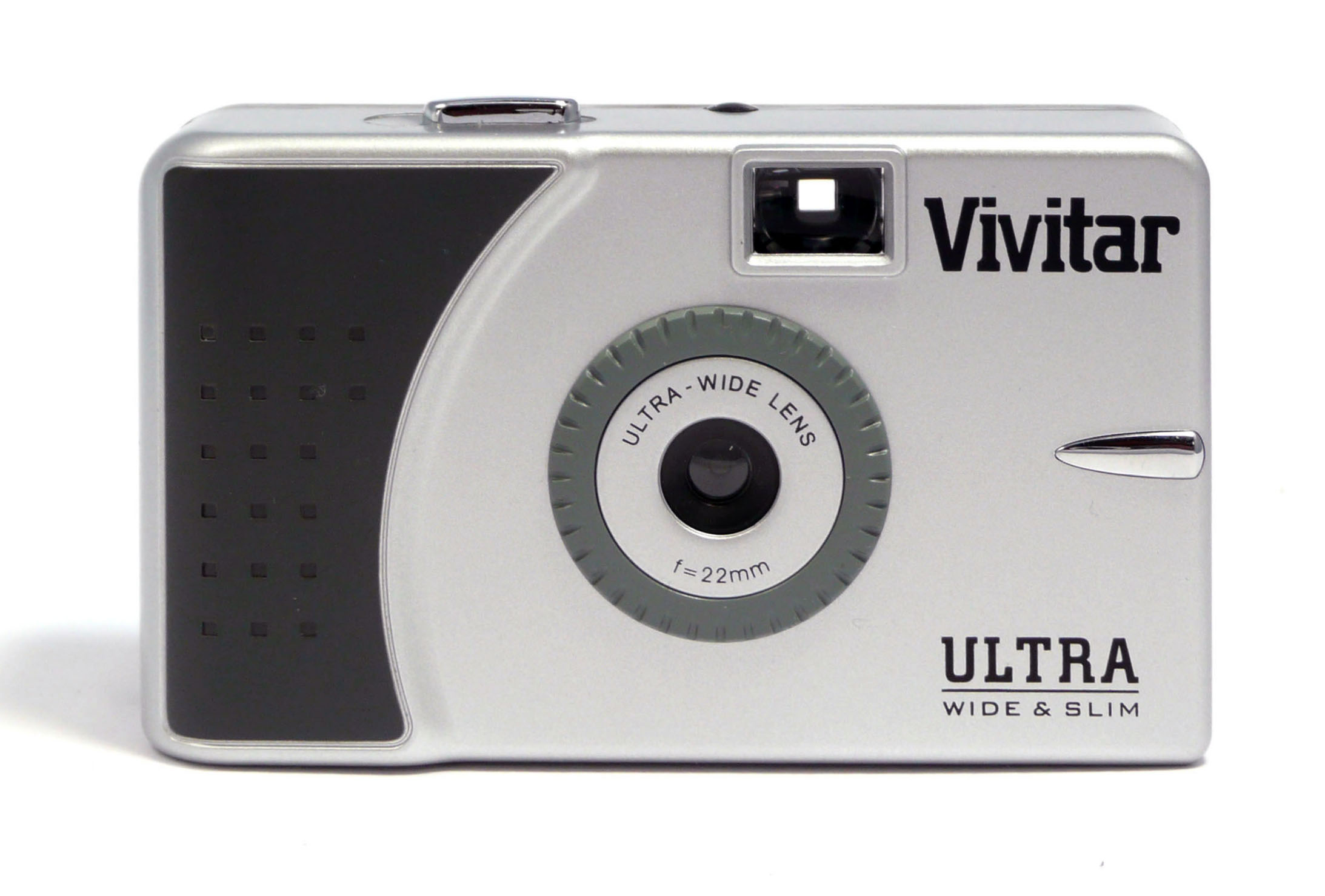
Vivitar Ultra Wide&Slim (Black Grip)

## 製品

### Vivitar Ultra Wide&Slim (Black Grip)
GIFTXPRESS社製
商品パッケージがギフト向けの包装紙に包まれている。

### Vivitar Ultra Wide&Slim (Silver Grip)
ギズモショッププロデュースによる商品。

### Vivitar Ultra Wide&Slim (Black Body)
ギズモショッププロデュースによる商品。11月中旬発売予定の新色。

## スペック
35mmフィルム使用
超広角22mmプラスチックレンズ
パンフォーカス 1.5m～∞
絞りシャッター速度は固定
サイズ：W100×H58×D26 mm
オールプラスチックで75gと軽量